# سد استنکا-کوستشت
سد استنکا-کوستشت (به لاتین: Stânca-Costești Dam) یک منطقهٔ مسکونی در مولداوی است که در Costești, Moldova واقع شده‌است.